# 오노 도모요시
오노 도모요시(일본어: 小野 智吉, 1979년 8월 12일 ~ )는 일본의 전 축구 선수이다.

## 구단 경력
과거 쇼난 벨마레, 요코하마 FC에서 활동하였다.